# Anna Kinberg Batra
Pour les articles homonymes, voir Batra.
Anna Maria Kinberg Batra ([ˈan.ˈna ˈɕɪn.ˈbærj ˈbɑːtra]), née le 14 avril 1970 à Skärholmen, est une femme politique suédoise.

## Biographie
Anna Kinberg Batra est députée au Parlement suédois pour Stockholm, à partir de 2006. Elle est présidente de la Commission des affaires avec l'Union européenne de 2007 à 2010 et présidente de la Commission des finances de 2010 à 2014.
Le 9 décembre 2014, le comité du parti des Modérés la choisit pour succéder à Fredrik Reinfeldt à la tête du parti. Elle est effectivement élue au congrès suivant, le 10 janvier 2015. Le 1er octobre 2017, elle se retire après des critiques concernant son leadership, plusieurs mois après avoir annoncé ne plus considérer comme taboue une alliance avec les Démocrates suédois, provoquant une baisse notable du parti dans les sondages. Ulf Kristersson lui succède.
Elle est féministe.